# Kanton La Chapelle-en-Vercors
La Chapelle-en-Vercors is een voormalig kanton van het Franse departement Drôme. Het kanton maakte deel uit van het arrondissement Die. Het werd opgeheven bij decreet van 20 februari 2014 met uitwerking op 12 maart 2015. Alle gemeenten zijn opgenomen in het nieuwe kanton Vercors-Monts-du-Matin.

## Gemeenten
Het kanton La Chapelle-en-Vercors omvatte de volgende gemeenten:
- La Chapelle-en-Vercors (hoofdplaats)
- Saint-Agnan-en-Vercors
- Saint-Julien-en-Vercors
- Saint-Martin-en-Vercors
- Vassieux-en-Vercors